# Ntozake Shange

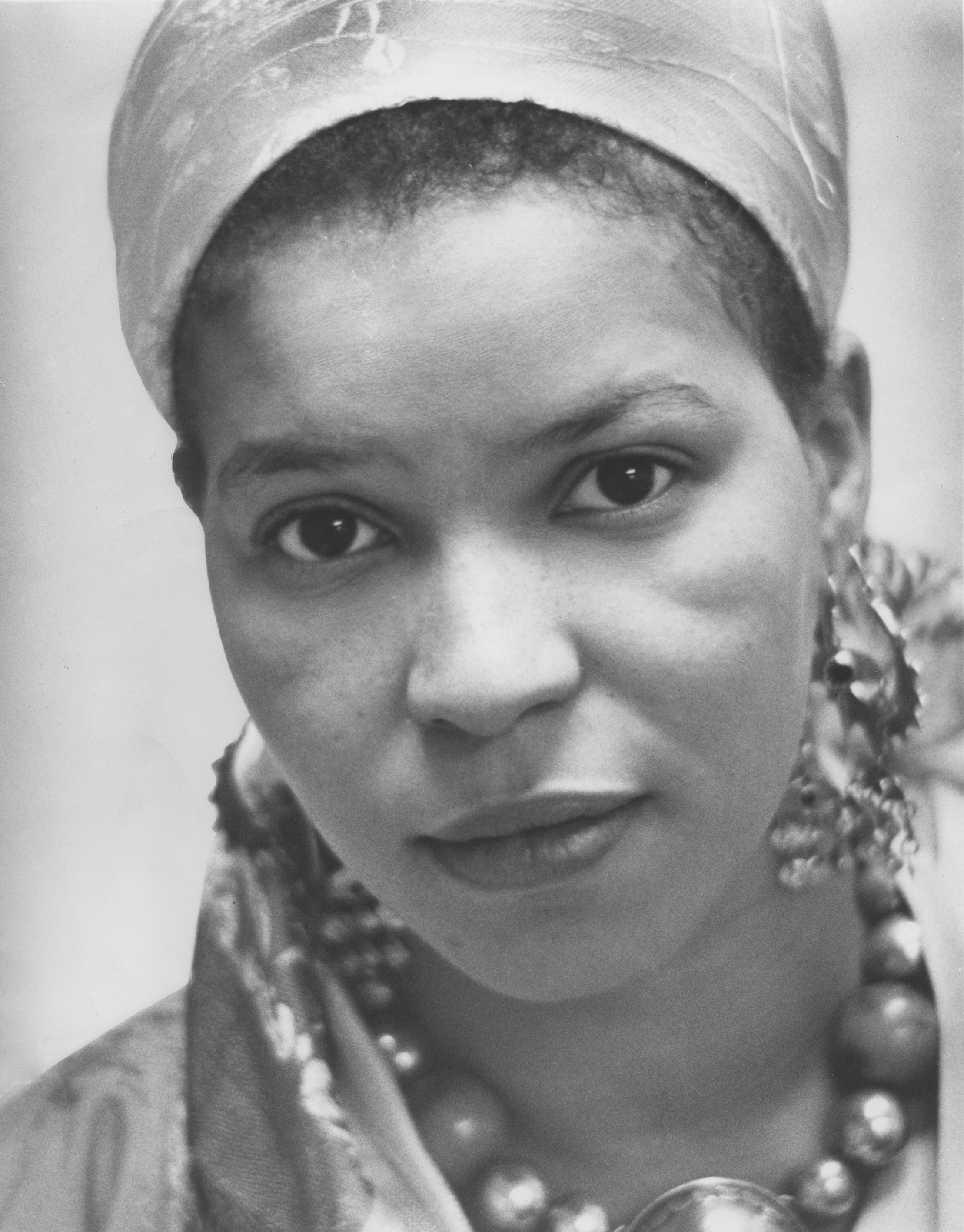
Ntozake Shange (1978)

Ntozake Shange (Geburtsname: Paulette L. Williams; * 18. Oktober 1948 in Trenton, New Jersey; † 27. Oktober 2018 in Bowie, Maryland) war eine US-amerikanische Dichterin, Dramatikerin, Tänzerin, Schauspielerin, Musikerin und Regisseurin. Für ihre vom Feminismus geprägten Werke wie das Theaterstück For Colored Girls Who Have Considered Suicide/When the Rainbow Is Enuf wurde sie mehrfach ausgezeichnet,  1981 erhielt sie für Three Pieces den Los Angeles Times Book Prize für Lyrik.

## Leben
Die Tochter eines Chirurgen und einer Sozialarbeiterin in einer Psychiatrischen Klinik studierte nach dem Schulbesuch Amerikanistik am Barnard College und schloss dieses Studium 1970 mit einem Bachelor of Arts (B.A. American Studies) ab. Ein anschließendes postgraduales Studium in Amerikanistik an der University of Southern California beendete sie 1973 mit einem Master of Arts (M.A. American Studies) und studierte nebenbei auch Musik und Tanz. Bereits während des Studiums nahm sie 1971 den aus dem isiZulu stammenden Namen Ntozake Shange an, der „Diejenige, die mit ihren eigenen Dingen kommt“ (Ntozake) und „Eine, die wie ein Löwe läuft“ (Shange) bedeutet.
Nach Abschluss des Bachelorstudiums wurde sie 1972 Lehrerin für englische Sprache, kreatives Schreiben sowie Drama und unterrichtete zunächst am Trenton State College, anschließend von 1973 bis 1975 am California State College in Sonoma sowie 1975 kurzzeitig am City College of New York. Im Anschluss war sie erst Lehrerin am Medgar Evers Community College sowie am Douglass College, ehe sie 1978 Dozentin an der Rutgers University wurde.
Während dieser Zeit arbeitete sie außerdem als Schauspielerin und trat nicht nur in Theatern in Kalifornien und New York City auf, sondern auch in Fernsehsendungen wie Straight Talk (1976), Sunday (1977), Black Journal (1977) und An Evening with Diana Ross (1977), wofür sie für einen Emmy Award nominiert war. Darüber hinaus begann sie ihre schriftstellerische Laufbahn und hatte den ersten großen Erfolg mit ihrem Theaterstück For Colored Girls Who Have Considered Suicide/When the Rainbow Is Enuf, für das sie unter anderem 1977 den Obie Award erhielt. Zusammen mit ihren Generationsgefährtinnen Alice Walker, Toni Morrison und Toni Cade Bambara erreichte sie in den 1970er Jahren erstmals für afroamerikanische Autorinnen einen anerkannten Platz in der US-Literatur.
1979 inszenierte sie als Regisseurin auch verschiedene Stücke auf dem New York Shakespeare Festival wie The Mighty Gents und Tribute to Sojourner Truth. 1980 wurde sie mit einem weiteren Obie Award für eine Adaption von Bertolt Brechts Mutter Courage und ihre Kinder geehrt. Für den Gedichtband Three Pieces erhielt sie 1981 den Los Angeles Times Book Prize für Lyrik und war außerdem für einen Grammy Award sowie einen Tony Award nominiert. Zur finanziellen Unterstützung ihrer schriftstellerischen Tätigkeit erhielt sie darüber hinaus 1981 ein Guggenheim-Stipendium sowie ein weiteres Stipendium des National Endowment for the Arts (NEA). 1983 wurde Shange Dozentin an der Rice University.
Neben ihren eigenen Veröffentlichungen erschienen ihre Kurzgeschichten, Artikel und Gedichte auch in zahlreichen Zeitungen und Zeitschriften wie The New York Times und TV Guide, aber auch in Anthologien wie The Pushcart Press II (1977), Califia: The California Poetry (1979), Anthology of Third World Women Writers (1980) und Daughters of Africa (1992).
1994 wurde sie mit dem Humanitas-Preis für das Drehbuch zum Kurzfilm Whitewash ausgezeichnet und gewann darüber hinaus als Erzählerin in dem Dokumentarfilm Standing in the Shadows of Motown den Publikumspreis beim Austin Film Festival.
Mit ihrem untraditionellen und unkonventionellen Stil prägte sie die Werke jüngerer afroamerikanischer Autorinnen wie das der Pulitzer-Preisträgerin Suzan-Lori Parks. Ntozake Shange starb im Oktober 2018 im Alter von 70 Jahren.

## Veröffentlichungen

### Dramen
- 1975: for colored girls who have considered suicide when the rainbow is enuf
- 1977: Photograph, A: Lovers In Motion II
- 1997: Where the Mississippi Meets the Amazon
- 1978: From Okra to Greens
- 1979: Black and White Two-Dimensional Planes
- 1979: Boogie Woogie Landscapes
- 1979: Spell #7
- 1980: Mother Courage And Her Children
- 1981: Dreamed Dwellings
- 1981: It Has Not Always Been This Way
- 1982: Daughter’s Geography II
- 1982: Dancin’ Novel, The: Sassafrass, Cypress, & Indigo
- 1983: Betsey Brown
- 1983: Educating Rita
- 1987: Three Views of Mt Fuji
- 1989: Daddy Says
- 1992: I Heard Eric Dolphy in His Eyes
- 1992: The Love Space Demands
- 1994: Resurrection Of The Daughter: Liliane
- 1998: Hydraulics Phat Like Mean
- 2001: Liliane -Everytime My Lil WorldSeems Blue, I Just Haveta Look At You And Learn eye-hand Co-ordination

### Romane und Gedichtbände
- Sassafrass: A Novella (1977)
- Nappy Edges (Gedichte, 1978)
- Sassafrass, Cypress & Indigo: A Novel (Roman, 1982)
- Melissa & Smith: A Story (1983)
- A Daughter’s Geography: Poetry (1983)
- Matrilineal Poems (1983)
- See No Evil: Prefaces, Essays, and Accounts, 1976-1983 (1984)
- Betsy Brown (Roman, 1985).

in deutscher Sprache:
- Schwarze Schwestern, Originaltitel Sassafrass, Cypress & Indigo: A Novel, 1984, ISBN 3-499-15344-0